# Murghob
Murghob (en tayiko: Мурғоб; en ruso: Мургаб Murgab, de la palabra persa margh-ab que significa 'río de la pradera'), anteriormente Pamirski Post es la capital del distrito de Murghob en la cordillera del Pamir de la región autónoma de Gorno-Badakhshan (provincia de Alto Badajshán), Tayikistán. Con una población de 4000 habitantes, Murghab es casi la única ciudad importante en la mitad oriental de Alto Badajshán. Es la ciudad más alta de Tayikistán (y de la ex Unión Soviética) a 3650 m sobre el nivel del mar. Se encuentra en el punto donde la carretera del Pamir cruza el río Bartang. Murghob es el pueblo principal de la división administrativa Murghob, con una población de 7468 habitantes (2015).

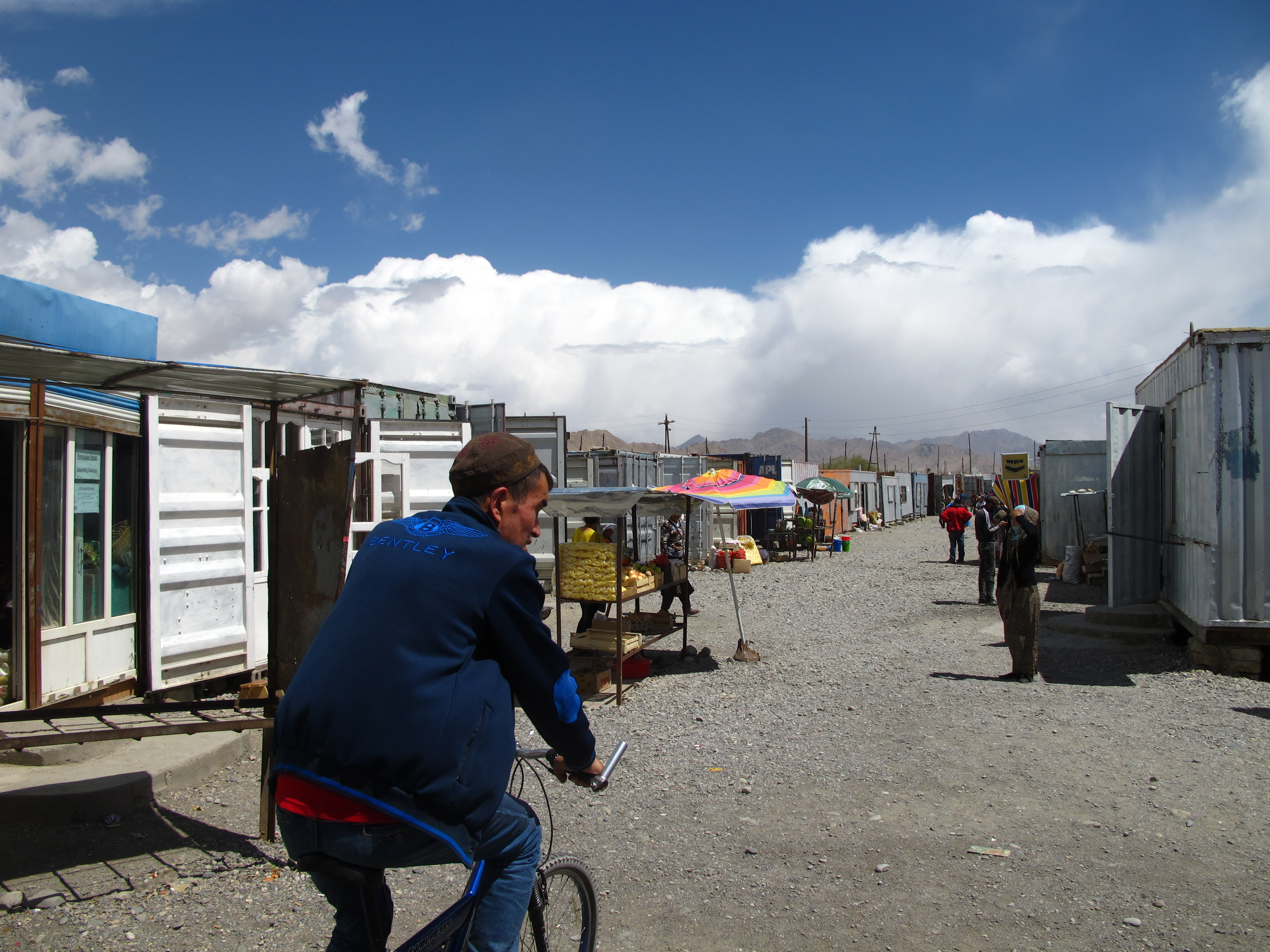
Mercado de la ciudad de Murghob, Tayikistán

La carretera de Pamir va hacia el norte hasta Sary-Tash y luego hacia Osh en Kirguistán y hacia el suroeste hasta la capital de la región, Khorugh. Otro camino va hacia el este sobre el paso de Kulma hasta la autopista Karakoram en China que conecta con Tashkurgan al sur y Kashgar al norte.

## Puesto de Pamirsky
El lugar fue fundado por los rusos como Pamirsky Post en 1893, como su puesto militar más avanzado en Asia Central.

La ciudad moderna fue construida durante el período del dominio soviético de Tayikistán como una parada de descanso a lo largo de la carretera de Pamir.

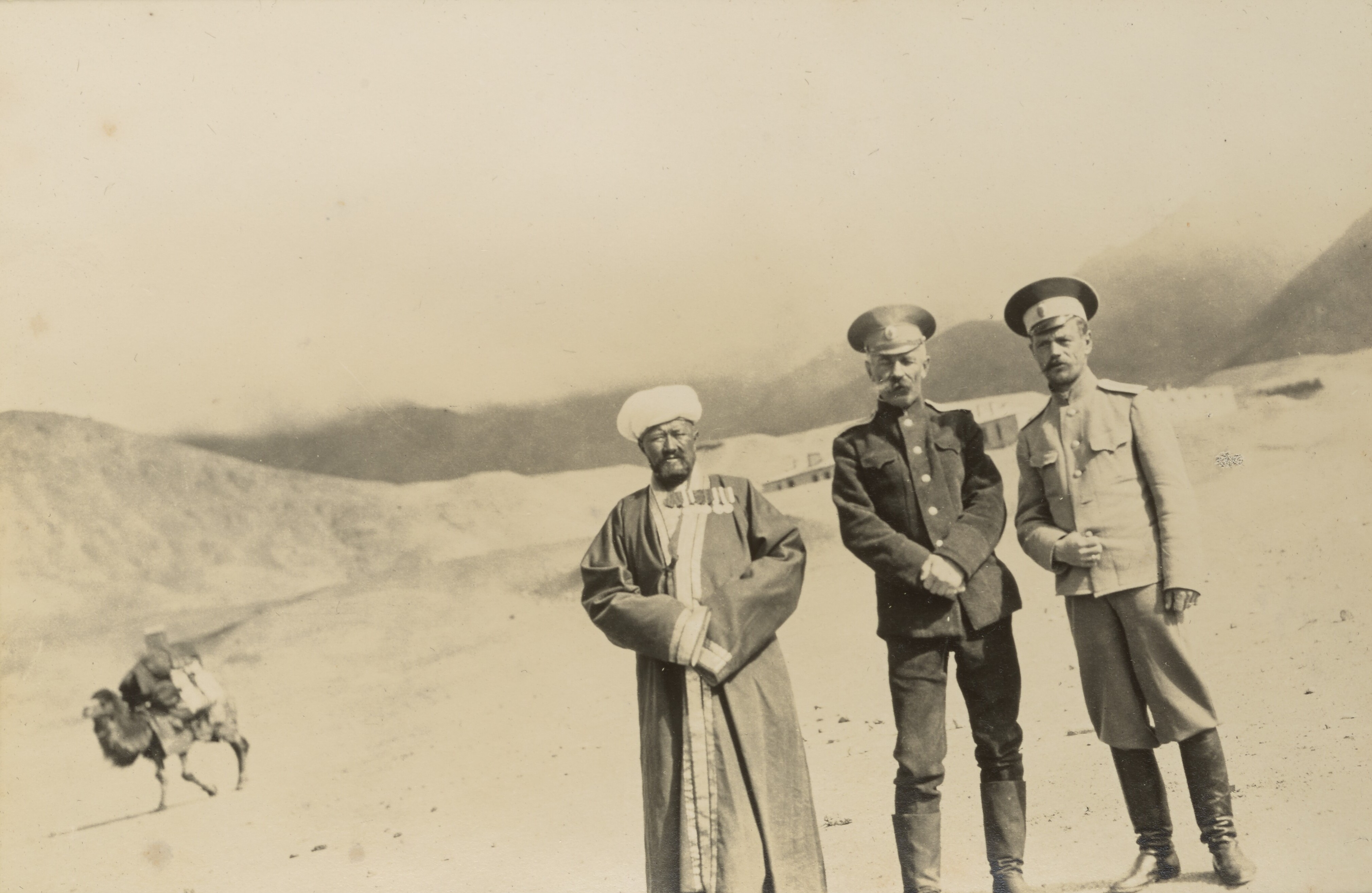
Funcionarios rusos en 1915 con Pamirski Post al fondo

## Geografía

### Clima
Murghab tiene un clima de tundra alpina ( ET ) en la clasificación climática de Köppen. La temperatura media anual es de −3,9 grados Celsius (25,0 °F). El mes más cálido es julio con una temperatura promedio de 8,7 grados Celsius (47,7 °F) y el mes más frío es enero con una temperatura promedio de −18,7 grados Celsius (−1,7 °F). La precipitación media anual es de 347,7 mm (13,7 plg) y tiene un promedio de 87,1 días con precipitación. El mes más lluvioso es mayo con una media de 45,1 mm (1,8 plg) de precipitación y el mes más seco es septiembre con un promedio de 10,9 mm (0,4 plg) de precipitación.
| Parámetros climáticos promedio de | Parámetros climáticos promedio de | Parámetros climáticos promedio de | Parámetros climáticos promedio de | Parámetros climáticos promedio de | Parámetros climáticos promedio de | Parámetros climáticos promedio de | Parámetros climáticos promedio de | Parámetros climáticos promedio de | Parámetros climáticos promedio de | Parámetros climáticos promedio de | Parámetros climáticos promedio de | Parámetros climáticos promedio de | Parámetros climáticos promedio de |
| Mes                               | Ene.                              | Feb.                              | Mar.                              | Abr.                              | May.                              | Jun.                              | Jul.                              | Ago.                              | Sep.                              | Oct.                              | Nov.                              | Dic.                              | Anual                             |
| --------------------------------- | --------------------------------- | --------------------------------- | --------------------------------- | --------------------------------- | --------------------------------- | --------------------------------- | --------------------------------- | --------------------------------- | --------------------------------- | --------------------------------- | --------------------------------- | --------------------------------- | --------------------------------- |
| [cita requerida]                  |                                   |                                   |                                   |                                   |                                   |                                   |                                   |                                   |                                   |                                   |                                   |                                   |                                   |